# Hortipes griswoldi
Hortipes griswoldi là một loài nhện trong họ Corinnidae.
Loài này thuộc chi Hortipes. Hortipes griswoldi được miêu tả năm 2000 bởi Bosselaers & Rudy Jocqué.